# Stereoizomerie
Stereoizomeria este izomeria datorată așezării diferite în spațiu a atomilor în molecula unor compuși chimici. Stereoizomerii au aceeași formulă moleculară și secvență de atomi, dar diferă doar prin orientarea tridimensională a atomilor în spațiu.